# A19 (Groot-Brittannië)
De A19 is een 200 km lange hoofdverkeersweg in Engeland.
De weg verbindt Seaton Burn via Newcastle upon Tyne Middlesbrough en York met Doncaster.

## Hoofdbestemmingen
- Newcastle upon Tyne
- Sunderland
- Middlesbrough
- Stockton-on-Tees
- York
- Selby
- Doncaster

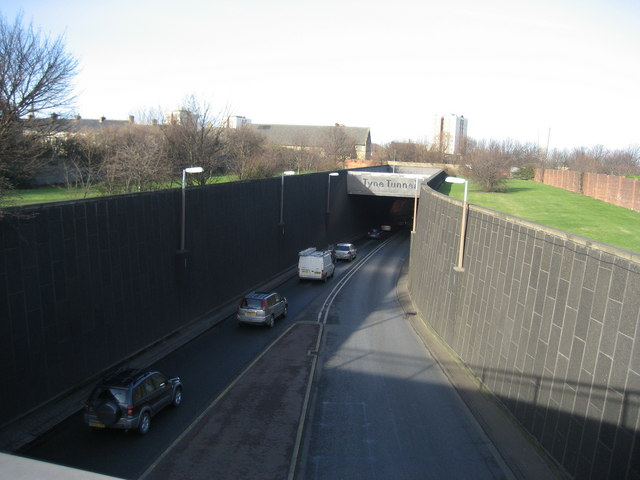
Zuidelijke ingang van de Tyne Tunnel
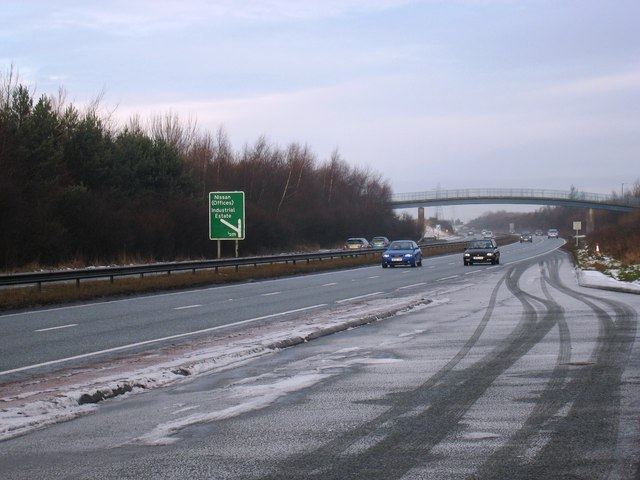
Nabij Hylton Castle
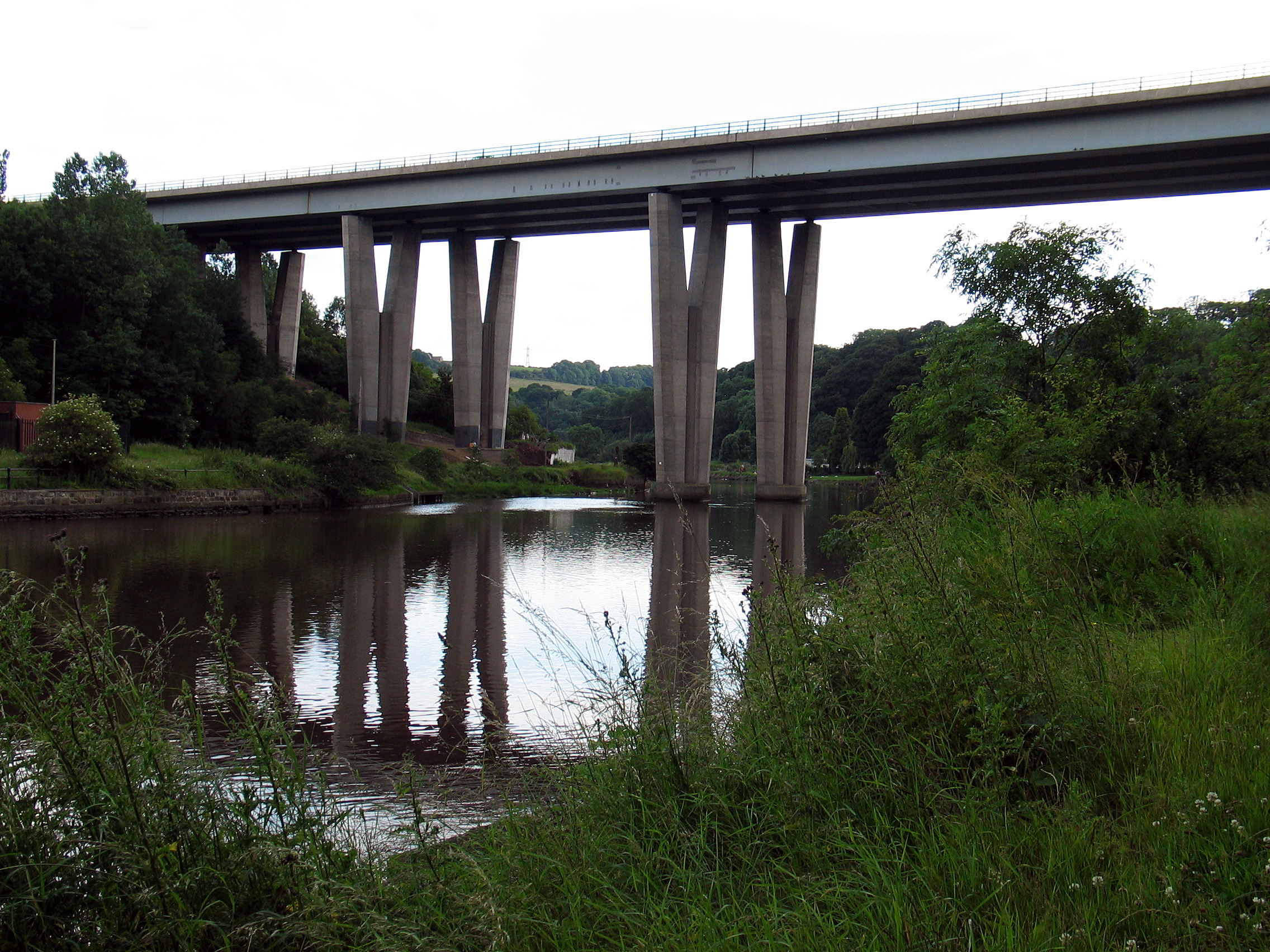
Hylton Bridge het begin van de rondweg van Sunderland
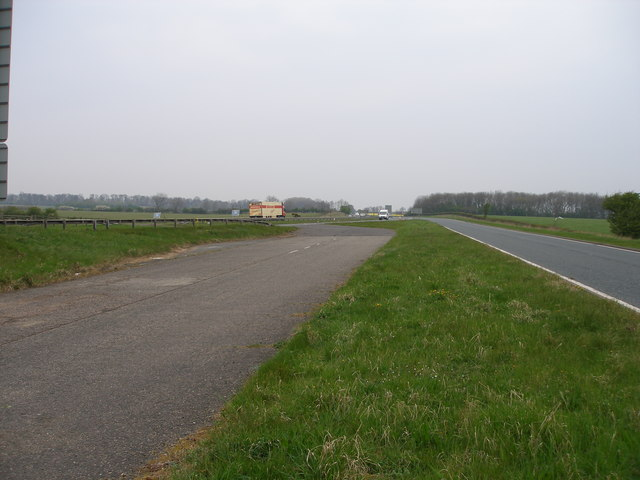
rondweg van Billingham sluit aan op de oude route (nu onderdeel van de A689 richting Hartlepool) bij Elwick
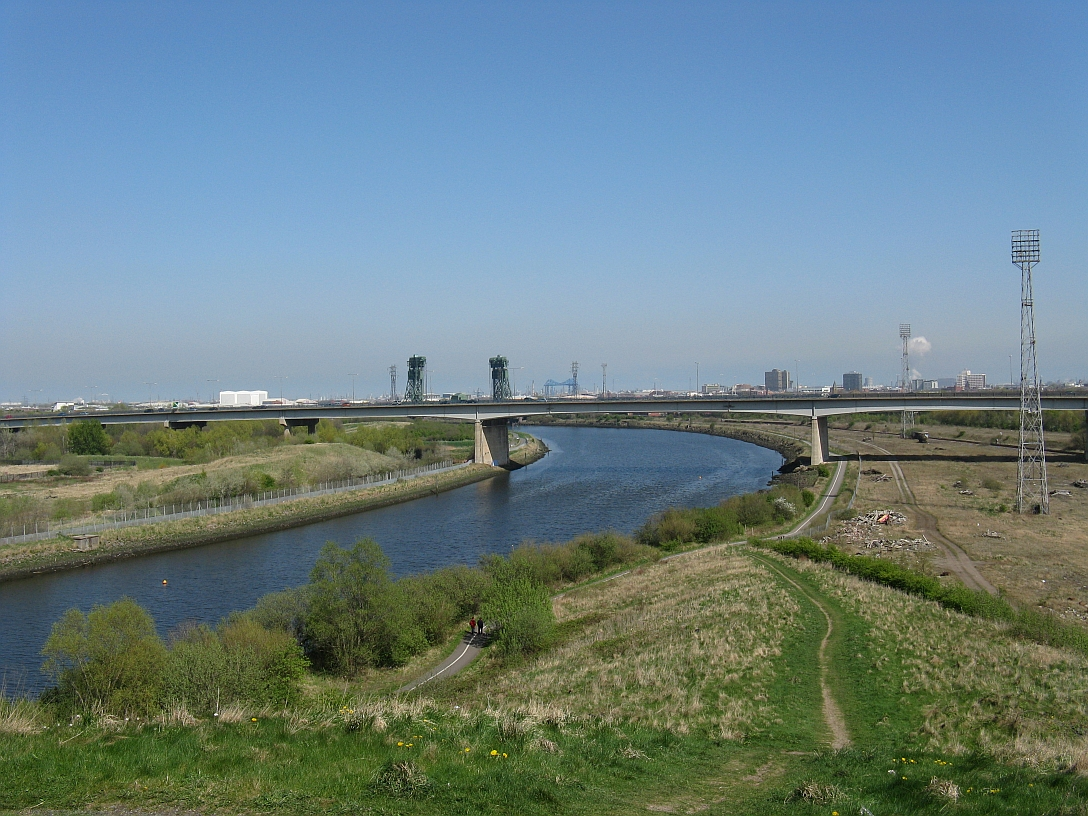
Tees Viaduct in de richting van towards Middlesbrough
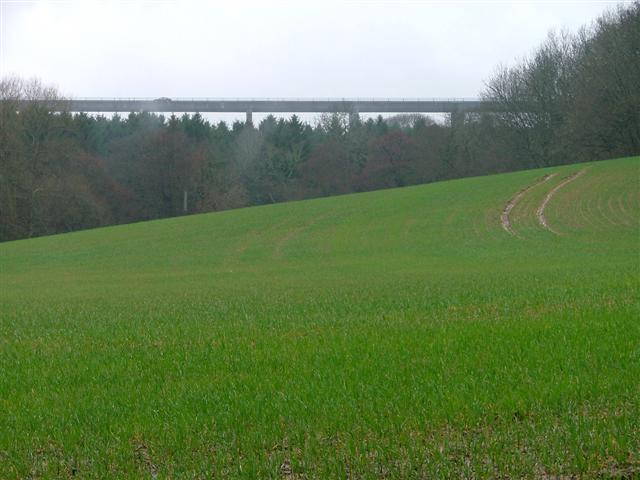
Leven Viaduct
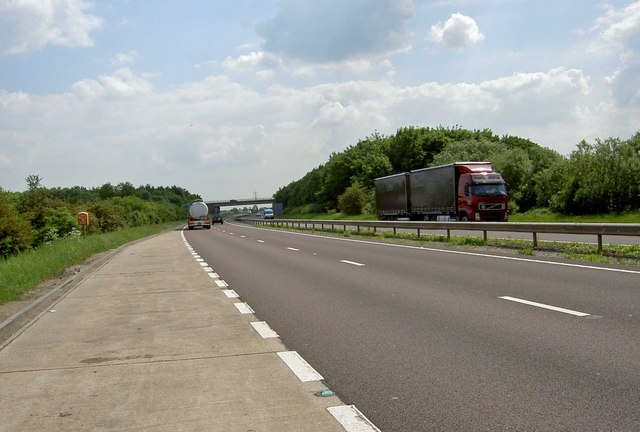
rondweg van Thirsk
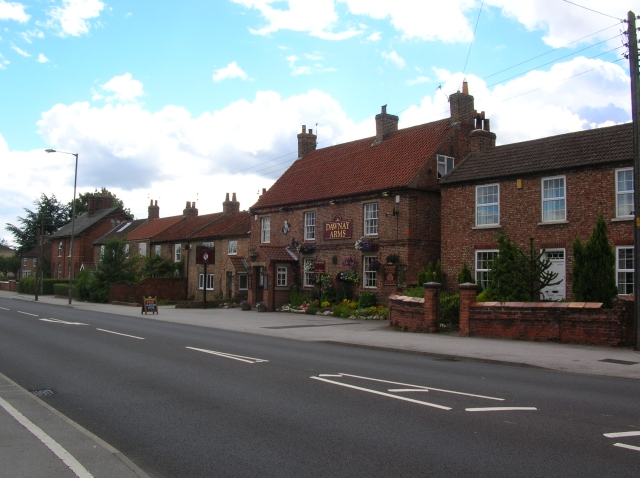
in Shipton-by-Beningbrough voor de rondweg gereed was
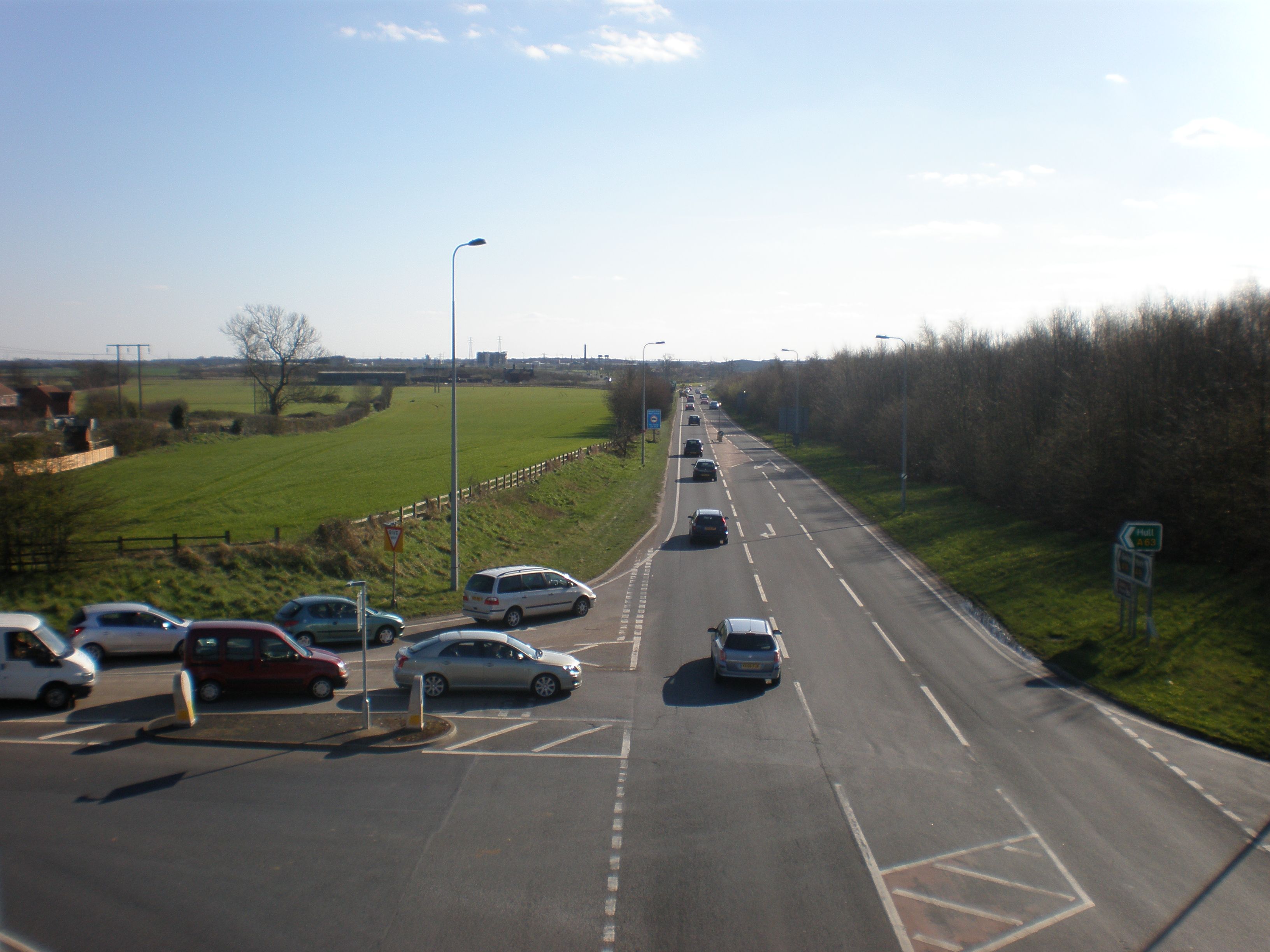
Barlby Junction met de A63 op de oude East Coast Main Line ten noorden van Selby
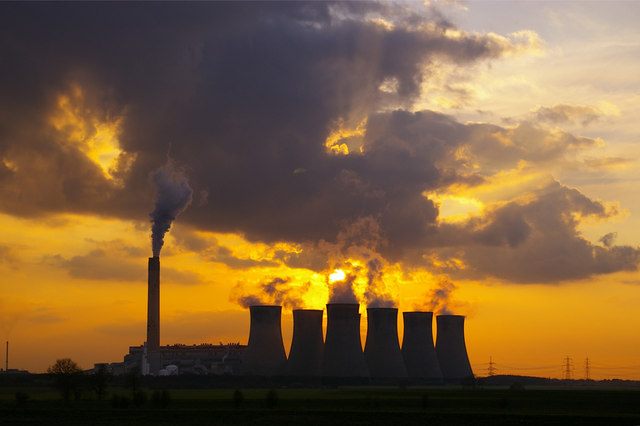
De energiecentrale van Eggborough